# Berwyn, Illinois
Berwyn är en stad (city) i Cook County, i delstaten Illinois, USA. Enligt United States Census Bureau har staden en folkmängd på 56 906 invånare (2011) och en landarea på 10,1 km².